# Кемп, Альберт Эдвард
Сэр А́льберт Э́двард Кемп KCMG PC (11 августа 1858 года, Сен-Жорж-де-Кларенсвиль — 12 августа 1929 года, озеро Пиджен) — канадский предприниматель и политик. В качестве предпринимателя известен как владелец одной из крупнейших металлургических компаний Канады — Kemp Manufacturing. Занимал посты министра без портфеля (1911—1916), министра милиции и обороны (1916—1917) и министра заморских вооружённых сил (1917—1920) в правительстве Роберта Бордена. На двух последних постах был одним из руководителей канадских вооружённых сил в Первой мировой войне. в Пять раз избирался депутатом Палаты общин от Консервативной и Юнионистской партий. В 1921 году назначен премьером Артуром Мейеном в Сенат Канады, где служил до своей смерти в 1929 году, представляя провинцию Онтарио.

## Ранние годы жизни
Альберт Эдвард Кемп родился 11 августа 1858 года в селе Сен-Жорж-де-Кларенсвиль (фр. Saint-Georges-de-Clarenceville), в то время входившем в состав территории Канада Восток, восточной части провинции Канада; ныне он находится в провинции Квебек. Отец Кемпа, иммигрировавший в Канаду из английского графства Йоркшир, был фермером и сельским торговцем. Мать будущего политика была урождённой канадкой. Юные годы Кемпа прошли в Сен-Жорж-де-Кларенсвиле, где он окончил местную школу. Затем он поступил в академию города Лаколь, где показал значительные успехи в математике, однако так и не сумел окончить учёбу. В 16 лет Кемп ушёл из дома и отправился в Монреаль, где спустя некоторое время устроился на работу бухгалтером в хозяйственном магазине.

## Карьера предпринимателя
В возрасте 20 лет Кемп обручился с Сесилией Уилсон (англ. Cecilia Wilson). Вскоре после этого он занялся бизнесом, вместе с партнером открыв производство и магазин розничной торговли на Санкт-Кэтрин-стрит в Монреале. В 1885 году Кемп и его супруга переехали в Торонто, где начинающий предприниматель стал партнёром Томаса Макдональда (англ. Thomas McDonald), владельца компании Dominion Tin and Stamping Works. Компания переживала не лучшие времена, что заставило Макдональда продать в 1888 году свою долю Кемпу. Последний переименовал компанию в Kemp Manufacturing и привлёк к управлению своего младшего брата Уильяма Артура Кемпа, который занимался оптовой торговлей в Квебеке. Под руководством братьев Кемп дела компании быстро пошли в году: были открыты новые заводы в Монреале и Виннипеге. Сами братья заработали немалый авторитет в торонтских бизнес-кругах. В 1895—1896 годах Альберт Кемп был президентом Канадской ассоциации производителей (англ. Canadian Manufacturers' Association), а в 1899—1900 годах — председателем Торонтского регионального совета по торговле. В 1911 году компания Kemp Manufacturing была реорганизована в Sheet Metal Products Company of Canada Limited, став к тому времени одним из
крупнейших металлургических компаний Канады.

## Начало политической карьеры
В 1900 году Кемп был впервые избран в Палату общин Канады от избирательного округ Восточный Торонто как кандидат от Консервативной партии. На выборах 1904 года он был переизбран (за год до этого его округ был переименован в Торонто Восток). Следующие выборы 1908 года Кемп проиграл независимому консерватору Джозефу Расселу, критиковавшему его за связи с клубом Олбани, а также обвинявшему его в попытке привлечь в город дешёвую иностранную рабочую силу и нежелании предоставлять рабочие места канадцам.
Потеряв место в парламенте, Кемп продолжил политическую деятельность, вложив немало сил и личных средств в работу отделения Консервативной партии в Онтарио, а также в погашение его долгов. Он использовал свои деловые связи для борьбы с либеральным правительством Уилфрида Лорье, в частности противодействуя попытке Лорье провести через парламент закон о создании канадского военно-морского флота, а также его планам по заключению договора о взаимности в торговле с США. В борьбе против договора о взаимности он достиг значительных успехов, сумев привлечь в стан его противников не только консерваторов, но и многих видных членов Либеральной партии.

## На министерских постах. Первая мировая война

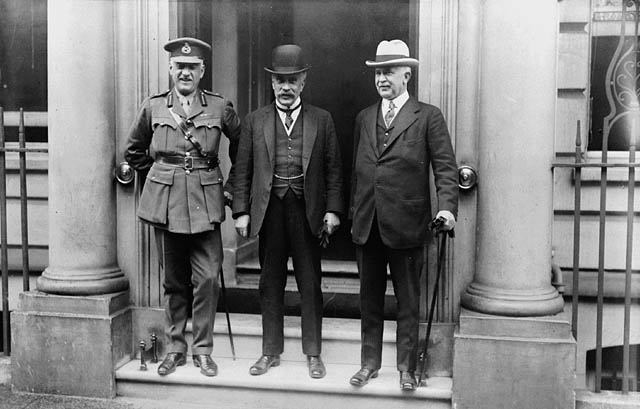
Слева направо: министр милиции и обороны Сидни Мьюберн, премьер-министр Роберт Борден и министр экспедиционных вооружённых сил Альберт Кемп. Лондон, июль 1918 год

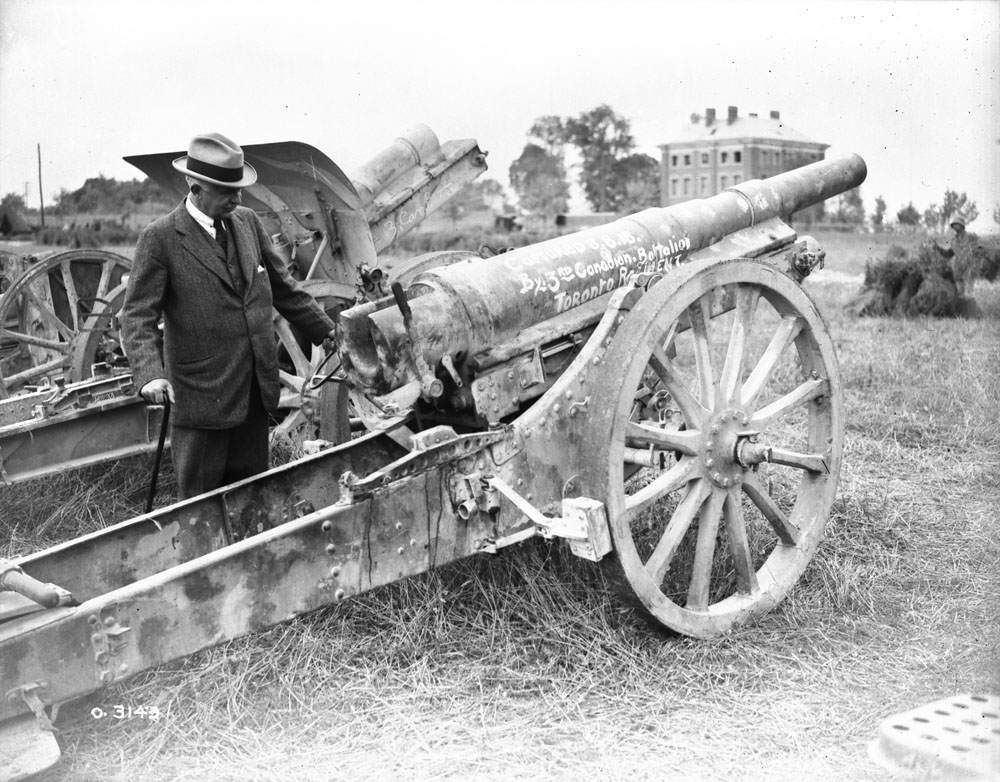
Кемп осматривает трофейное немецкое орудие. 1918 год

На выборах 1911 года Кемпу удалось вернуться в парламент, одержав победу над Расселом в своём старом округе. Лидер Консервативной партии Роберт Борден, ставший премьер-министром после падения кабинета Лорье вследствие провала законопроектов о создании флота и о договоре взаимности, оценил помощь Кемпа в приходе консерваторов к власти и назначил его министром без портфеля в своём первом правительстве.
Во время Первой мировой войны политическое влияние Кемпа значительно выросло. В 1915 году он был назначен председателем Комиссии по военным закупкам (англ. War Purchasing Commission). В 1916 году Кемп сменил Сэма Хьюза на посту министра милиции и обороны. На выборах 1917 года он был вновь переизбрал в своём округе — на этот раз как кандидат от Юнионистской партии, возникшей в результате объединения Консервативной партии с частью либералов. Во втором правительстве Бордена он был назначен министром заморских вооружённых сил, ответственным за управление Канадским экспедиционным корпусом на Западном фронте, с резиденцией в Лондоне.
В 1918 году Кемп был членом Имперского военного кабинета. В 1919 году он был одним из комиссаров, представлявших Канаду на Парижской мирной конференции. В том же году пост министра заморских вооружённых сил был упразднён; к этому времени под руководством Кемпа была проведена эвакуация Канадского экспедиционного корпуса из Европы в Канаду и его демобилизация. После этого Кемп более не занимал министерских постов, но оставался членом Палаты общин до 1921 года.
За заслуги во время Первой мировой войны Кемп в 1917 году был произведён в степень рыцаря-командора орденом Святых Михаила и Георгия.

## Последние годы
4 ноября 1921 года Кемп был назначен в Сенат Канады по рекомендации премьер-министра Артура Мейена. В Сенате он заседал до самой смерти, представляя округ Торонто провинции Онтарио.
Альберт Эдвард Кемп скончался 12 августа 1929 года на озере Пиджен. Он похоронен на кладбище «Маунт Плезант» в Торонто.

## Личная жизнь
В 1879 году Кемп женился на Сесилии Аманде Уилсон (1858—1924). В браке с ней он имел трёх дочерей:
- Алиса Ирэн Кемп (англ. Alice Irene Kemp. Вышла замуж за Вальтера Скотта Уолди.
- Хейзел Беатрис Кемп (англ. Hazel Beatrice Kemp). Вышла замуж за капитана Фрэнсиса Чаттана Стивенса, который был сыном предпринимателя и политика Джорджа Вашингтона Стивенса-старшего[англ.] и его жены, известного филантропа Фрэнсис Стивенс[англ.], а также сводным братом председателя управляющей комиссии Территории Саарского бассейна Джорджа Вашингтона Стивенса-младшего. Единственный сын Хейзел и Фрэнсиса, Джон Х.К. Стивенс (англ. John H. C. Stephens) погиб в 1915 году при потоплении корабля «Лузитания».
- Флоренс Эвелин Кемп (англ. Florence Evelyn Kemp. Вышла замуж за Альберта Генри Проктора.

3 марта 1925 года, вскоре после смерти первой жены, Кемп женился вторично. Его новой избранницей стала Вирджиния Нортон Коппинг (англ. Virginia Norton Copping). От первого брака с (англ. Norman Judson Copping) Вирджиния имела двух девочек, которых Кемп удочерил:
- Синтия Дана Коппинг (англ. Cynthia Dana Copping);
- Вирджиния Нортон Коппинг (англ. Virginia Norton Copping).

Во втором браке у Кемпа родилась ещё одна дочь:
- Кэтрин Эдвард Хэнли Кемп Кросс (англ. Katharine Edward Hanley Kemp Cross; 1926—2001).

Альберт Кемп был членом Оранжевого ордена.